# Comisión Nacional de Acreditación
La Comisión Nacional de Acreditación (CNA) es un organismo de carácter público y autónomo, que tiene como fin promover, evaluar y acreditar la calidad de las Instituciones de Educación Superior de Chile, así́ como de sus carreras y programas.
Esta institución se creó por medio de la ley N.° 20.129,el 17 de noviembre de 2006 y pasó a reemplazar a la Comisión Nacional de Acreditación de Pregrado (CNAP), creada por el Decreto Supremo N.° 51 del 6 de abril de 1999 del Ministerio de Educación.
Además, el 29 de mayo de 2018 se publicó la ley N.° 21.091 sobre Educación Superior. Esta norma, que crea la Subsecretaría de Educación Superior y la Superintendencia de Educación Superior, modifica también de manera importante la composición de la Comisión Nacional de Acreditación y la forma de evaluar el aseguramiento de la calidad en las instituciones, carreras y programas de pregrado y postgrado, así como en las especialidades médicas y odontológicas.

## Conformación
La CNA está compuesta por los siguientes órganos, presentados en orden de prelación:
1) Comisión:
La comisión es gobernada por un pleno de 12 comisionados, ente colegiado que, de acuerdo con lo dispuesto en la Ley 20.129, artículo 7, se conforma de la siguiente manera:
a. Cuatro académicos universitarios de reconocido prestigio y amplia trayectoria en gestión institucional, docencia de pregrado o formación de posgrado;
b. Cuatro docentes o profesionales de reconocido prestigio y amplia trayectoria en formación técnico profesional o en gestión institucional en centros de formación técnica o institutos profesionales;
c. Un docente o profesional de reconocido prestigio y amplia trayectoria en el área de la innovación, seleccionado por la Corporación de Fomento de la Producción, a partir de una terna propuesta por el Consejo de Alta Dirección Pública;
d. Un académico universitario de reconocido prestigio y amplia trayectoria en investigación científica o tecnológica seleccionado por la Agencia Nacional de Investigación y Desarrollo, a partir de una terna propuesta por el Consejo de Alta Dirección Pública;
e. Dos representantes estudiantiles de instituciones de educación superior autónomas acreditadas, debiendo uno de ellos pertenecer a una institución cuyo domicilio esté localizado en una región distinta de la Región Metropolitana y representativos de cada subsistema (Universitario y Técnico Profesional).
Tres de los comisionados señalados en la letra “a.” y tres de los señalados en la letra “b.” anteriores, serán designados por el presidente de la República con acuerdo de tres quintos del Senado, a partir de una terna propuesta para cada cargo por el Consejo de Alta Dirección Pública. Los demás comisionados de las letras “a.” y “b.” serán designados por el presidente de la República, a partir de una terna propuesta para cada cargo por el Consejo de Alta Dirección Pública, uno de los cuales será designado por el presidente de la República como el presidente de la Comisión. Asimismo, uno de estos últimos comisionados deberá tener trayectoria en gestión financiera y organizacional.
2) Secretaría Ejecutiva:
La secretaría ejecutiva es el estamento administrativo de la CNA que tiene por objetivos la promoción de la calidad de la educación, velar por el correcto funcionamiento de los procesos de evaluación y acreditación, y administrar la gestión interna de la institución. Está liderada por un o una Secretario(a) Ejecutivo(a).
3.1) Comités de Área:
Los comités de área asesoran a la CNA en procesos de acreditación de programas de pregrado (de acreditación obligatoria, pedagogías, medicina y odontología), postgrado y especialidades médicas. De acuerdo con las diferentes áreas, la comisión conforma estos comités.
3.2) Registro de Pares Evaluadores:
La Comisión Nacional de Acreditación cuenta con un amplio registro de pares evaluadores convocados por concurso público que proporcionan información clave para las toma de decisiones de la Comisión Nacional de Acreditación.
3.3) Comités Consultivos:
Grupo que asesora en la implementación, desarrollo, definición y revisión del quehacer de la CNA. Las propuestas y recomendaciones que formulen los comités consultivos no serán vinculantes para la Comisión, aunque constituirán un antecedente importante que ésta considerará especialmente al tiempo de adoptar sus acuerdos.

## Funciones
Las funciones que a la CNA le corresponde desempeñar son las siguientes:
a) Administrar y resolver los procesos de acreditación institucional de las instituciones de educación superior autónomas, y de las carreras y programas de estudio de pre y posgrado que éstas impartan.
b) Elaborar y establecer los criterios y estándares de calidad para la acreditación institucional, y de las carreras y programas de pregrado y posgrado, de acuerdo al tipo de institución, sea ésta del subsistema técnico profesional o universitario, previa consulta al Comité Coordinador del Sistema Nacional de Aseguramiento de la Calidad de la Educación Superior.
c) Ejecutar y promover acciones para el mejoramiento continuo de la calidad de las instituciones de educación superior, en particular, identificar, promover y difundir entre las instituciones de educación superior buenas prácticas en materia de aseguramiento de la calidad de la educación superior.
d) Mantener sistemas de información pública que contengan las decisiones relevantes relativas a los procesos de acreditación y autorización a su cargo, y proporcionar al Sistema Nacional de Información de la Educación Superior los antecedentes correspondientes.
e) Desarrollar toda otra actividad necesaria para el cumplimiento de sus funciones.
Modernización del Aseguramiento de la Calidad:
Para modernizar el sistema de educación superior de Chile, el 29 de mayo de 2018 fue publicada la ley N.° 21.091 sobre Educación Superior. Esta ley, en su título IV establece el “Sistema Nacional de Aseguramiento de la Calidad de la Educación Superior”, el cual está integrado por el Ministerio de Educación, a través de la Subsecretaría de Educación Superior, el Consejo Nacional de Educación, la Comisión Nacional de Acreditación y la Superintendencia de Educación Superior. Asimismo, en el ámbito de su quehacer, son también parte de este Sistema las instituciones de educación superior.
En el caso particular de la CNA, la ley modificó de manera importante la composición de la Comisión Nacional de Acreditación y la forma de evaluar el aseguramiento de la calidad en las instituciones, carreras y programas de pregrado y postgrado, así como en las Especialidades Médicas y Odontológicas.